# 雙肋藻科
雙肋藻科（學名：Amphipleuraceae）是矽藻綱舟形藻目的一個科。

## 分類
雙肋藻科之下的物種原屬舟形藻科，但由於舟形藻科過於龐大，所以被細分。現時雙肋科之下包括以下各屬
：
- 雙肋藻屬 Amphipleura Kützing, 1844
- 繭形藻屬 Amphiprora Ehrenberg, 1843[3]
- 箱形藻屬 Cistula Cleve, 1894
- 肋縫藻屬 Frustulia Rabenhorst, 1853
- Halamphora (Cleve) Levkov, 2009[3]
- Vanheurckia Brébisson, 1868[3]

## 外部連結
維基物種上的相關：雙肋藻科
- 雙肋藻科在NCBI的頁面連結